# Cosmoconus nigriventris
Cosmoconus nigriventris är en stekelart som beskrevs av Dmitriy R. Kasparyan 1971. Cosmoconus nigriventris ingår i släktet Cosmoconus och familjen brokparasitsteklar. Arten är reproducerande i Sverige. Inga underarter finns listade i Catalogue of Life.